# Cebreros (kommunhuvudort)
Cebreros är en kommunhuvudort i Spanien. Den ligger i provinsen Provincia de Ávila och regionen Kastilien och Leon, i den centrala delen av landet, 60 km väster om huvudstaden Madrid. Cebreros ligger 775 meter över havet och antalet invånare är 3 226.
Terrängen runt Cebreros är kuperad. Runt Cebreros är det ganska glesbefolkat, med 21 invånare per kvadratkilometer. Närmaste större samhälle är San Martín de Valdeiglesias, 12,1 km sydost om Cebreros. Omgivningarna runt Cebreros är i huvudsak ett öppet busklandskap.